# Държавата (Зенон)
„Държавата“ (на старогръцки: Πολιτεία) е творба, написана от древногръцкия философ Зенон от Китион, основател на стоицизма в началото на 3 век пр.н.е. Това е най-известният му труд и въпреки че не оцелява, много различни цитати и парафрази са запазени у по-късни автори. Целта на творбата е да опише идеалното общество, което се основава върху принципите на стоицизма, където целомъдрени мъже и жени ще живеят живот, отдаден на пълен аскетизъм в едно равноправно общество.

## Възприемане
На Зеноновата „Държава“ се гледало с някакво смущение от някои по-късни стоици. Това не е подобрено, когато Хризип, Зеноновият най-виден наследник като глава на стоическата школа, написва свой собствен трактат „За държавата“ (вероятно коментар върху творбата на Зенон), в която (измежду доста неща) той защитава кръвосмешението и канибализма. Неправдоподобно е Хризип да подтиква към такова поведение. Хризип най-вероятно отговаря на критики, че в общество, практикуващо свободна любов, и в което хората рядко знаят кои са роднините им, се появяват неволно редки примери за кръвосмешение; разискването му за канибализма вероятно се свързва със стоическото презрение към мъртвите тела, които считали за празни черупки. Въпреки всичко, тези позиции осигуряват допълнителни аргументи за тези, които желаят да критикуват Зенон и стоицизма като цяло. Някои обвиняват влиянието, което известният циник философ и учител на Зенон, Кратес от Тива, има, когато Зенон пише „Държавата“; шегуват се, че той я „пише на опашката на кучето“.
Към 1 век пр.н.е. има опити измежду стоиците за омаловажаване на влиянията на цинизма върху развитието на ранния стоицизъм. Казва се, че Зенон е бил „млад и безразсъден“, когато написва „Държавата“. И също, че „от него са написани неща, които те [стоиците] не позволяват лесно да се четат на учениците им, без първо те да докажат, че са истиснки философи“.
Въпреки тези виждания, става ясно, че Зенон е един от първите философи в дългата традиция, започната от Платон, рисуващи идеално общество, за да могат да бъдат разбрани нравствените принципи.